# Cothelstone Manor

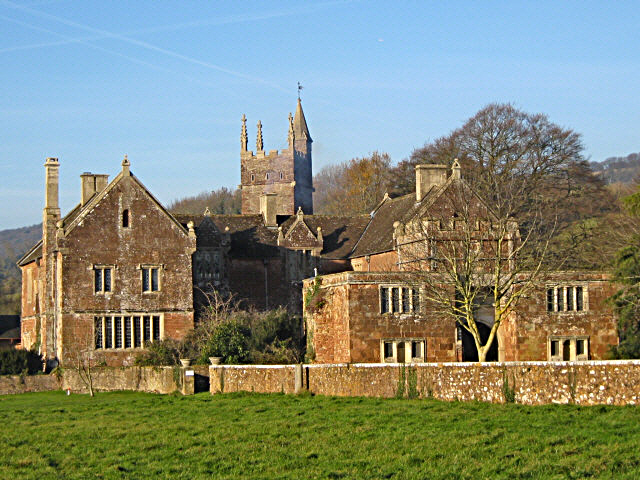
Cothelstone Manor mit der Church of St Thomas im Hintergrund

Cothelstone Manor in Cothelstone, Somerset, England wurde Mitte des 16. Jahrhunderts erbaut, weitgehend durch parlamentarische Truppen 1646 zerstört und 1855–1856 von E.J. Esdaile wiederaufgebaut.
Der Bau ist eng verbunden mit der Church of St Thomas of Canterbury, die ebenfalls unter Grade I geführt wird und Grabmäler einer Reihe von Besitzern Cothelstone Manors beinhaltet. Darunter sind der 1379 gestorbene Matthew de Stawell und dessen Frau Elizabeth sowie der 1603 gestorbene John Stawell.

## Geschichte
Cothelstone Manor erhielt Adam de Coveston von Wilhelm dem Eroberer, und seitdem bestand an der Stätte ein Haus, das sich im Laufe der Geschichte im Eigentum von nur zwei verschiedenen Familien befand.
Während des Englischen Bürgerkrieges kämpfte John Stawell auf der Seite der Royalisten. Als er 1646 nach London ging, mit seiner von Thomas Fairfax unterschriebenen Kapitulation, wurde er wegen Hochverrat eingekerkert und Oliver Cromwell befahl die Zerstörung seines Hauses aus elisabethanischer Zeit durch Kanonenbeschuss. Nur der linke Flügel und das Erdgeschoss des Mitteltraktes blieben stehen und blieben verlassen. Das Land wurde 1651 zum Verkauf angeboten. Nachdem die Monarchie wiederhergestellt wurde und Karl II. 1661 in der Westminster Abbey zum König von England und Irland gekrönt wurde, erhielt John Stawell seinen Sitz im Parlament wieder, starb jedoch im darauffolgenden Jahr.
Einige Instandsetzungen wurden ausgeführt und das Haus wurde deutlich verkleinert. Es diente die nächsten zwei Jahrhunderte als Farmhaus. Die Banqueting Hall, die wohl ein Witwenhaus war und im 19. Jahrhundert ergänzt wurde, hat die Zeit überstanden.
Das Anwesen, das aus elf Farmhäusern, 54 Cottages und zwei Wohnhäuser bestand, wurde 1792 von Edward Jeffries erworben. Dieser starb 1814 und das Haus gelangt in das Eigentum seines Enkels Edward Jeffries Esdaile, der eine Tochter des Dichters Percy Bysshe Shelley heiratete. Esdaile baute Cothelstone House zwischen 1817 und 1820 als neues Wohnhaus. Dieses Gebäude wurde 1968 eingerissen. Esdaile baute 1855–1856 auch das alte Herrenhaus wieder auf, wobei er sich an dem Stil orientierte, in dem es vor dem Bürgerkrieg von den Stawells bewohnt wurde. Esdaile starb 1867.
Es dient heute als Veranstaltungsort für Familienfeste und Unternehmensveranstaltungen und war auch Drehort für Spielfilme.

## Gatehouse
Das Gatehouse aus dem 16. Jahrhundert wurde als Grade-I-Building eingestuft.

## Grundstück und Nebengebäude

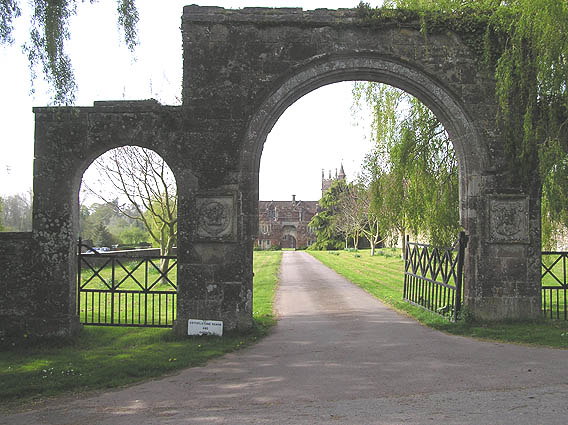
Die Zufahrt

Im Mittelalter gehörte zu dem Anwesen ein Tiergehege am Cothelstone Hill, der rund 1,3 km entfernt liegt.
Nördlich und östlich des Hauses befinden sich Gärten, die zusammen eine Fläche von einem Hektar haben und 1867 als model farm angelegt wurden, innerhalb des mittelalterlichen Parkes, der heute im English Heritage National Register of Historic Parks and Gardens eingestuft ist.
Der dreifache Torbogen wurde im 16. Jahrhundert erbaut und stand ursprünglich über der Straße und nicht an der Zufahrt, wurde aber vor 1908 versetzt. Am Ende der Monmouth-Rebellion und der Niederlage von James Scott, 1. Duke of Monmouth, in der Schlacht von Sedgemoor wurden 1685 zwei Männer an dem Torbogen gehängt.
Südöstlich des Haupthauses befindet sich eine Gruppe von Farmgebäuden, die 1867 und früher entstanden, einige davon sind um das Cushuish Farmhouse aus dem 16. Jahrhundert angeordnet.
Nordwestlich der Ställe und der Remise aus dem 16. Jahrhundert befindet sich ein Pavillon und eine Grotte aus dem 18. Jahrhundert.
Ebenfalls auf dem Gelände befindet sich ein Brunnenhaus mit einer Büste aus Werkstein, der aus der Zeit von 1500 stammt und Agnes Cheyney als Vorbild hatte, die mit dem Besitzer Edward Stowel verheiratet war. Es dient noch heute der Wasserversorgung für das Herrenhaus und dem Vieh und wurde renoviert.
An der Grenze am nördlichen Ende des Parks am Cothelstone Hill befindet sich die Ruine eines Folly. Die Ruine des aus Bruchsteine gemauerten Bauwerks ist 9 m hoch. Das Jahr der Errichtung ist nicht bekannt. In den 1990er Jahren stürzte die Ruine teilweise ein.
Die Ländereien des Anwesens reichen über die Grenzen des Gemeindebezirks Cothelstone hinaus bis nach Bishops Lydeard.